# منير اللزاز
منير اللزاز (بالإنجليزية: Mounir Lazzez) مواليد 16 نوفمبر 1987 هو رياضي تونسي محترف في فنون القتال المختلطة و مقاتل في بطولة القتال النهائي "UFC" و بطل منظمة دزرت فورس سابقا على وزن 77 كغ.

## بداياته
نشأ في مدينة صفاقس و بدأ بممارسة الرياضة كيك بوكسينق منذ الصغر.

## البطولات والإنجازات

### الفنون القتالية المختلطة
- بطولة القتال النهائي
  - أداء الليلة (مرة واحدة) ضد عبد الرزق الحسن.[5][6]
- دزرت فورس
  - بطل سابقاً على وزن 77 كغ.[7][8][9]

## سجل الفنون القتالية المختلطة
| السجل المهني |        |         |
| 13 نزال      | 11 فوز | 2 خسارة |
| ضربة قاضية   | 11     | 1       |
| قرار القضاة  | 0      | 1       |

المصدر:

## البرامج التلفزية
- 2015 : حقق إمتيازك على قناة فيزيك تيفي.[11]
- 2020 : جزيرة النزال على قناة أبوظبي الرياضية 2.[12]
- 2021 : فايت سيتي  (الحلقة 11) على قناة أبوظبي الرياضية 2.[13]

## روابط خارجية
- منير اللزاز على موقع يو إف سي (الإنجليزية)
- منير اللزاز على موقع شيردوغ (الإنجليزية)
- منير اللزاز على موقع Tapology.com (الإنجليزية)
- منير اللزاز على موقع فايت ماتريكس (الإنجليزية)